# FC Kilia Kiel
El FC Kilia Kiel es un equipo de fútbol de Alemania que juega en la Schleswig-Holstein-Liga, la quinta división nacional.

## Historia
Fue fundado el 23 de julio de 1902 en la ciudad de Kiel en Schleswig-Holstein por un grupo de futbolistas que abandonaron al 1. Kieler Fußballverein von 1900. En sus primeros 20 años de existencia estuvieron en las divisiones regionales hasta que en 1941 logran el ascenso a la Gauliga Nordmark, una de las ligas de primera división creadas por los nazis durante en Tercer Reich donde finalizó en segundo lugar luego de que la liga fuese dividida en dos al año siguiente.
La Segunda Guerra Mundial forzó al club a fusionarse con el Union Teutonia Kiel para crear al KSG Kilia Kiel/Union Teutonia Kiel hasta 1962 cuando se dividen nuevamente para jugar en la segunda división. Con la creación de la Bundesliga de Alemania en 1963 el club pasó a jugar en la Amateurliga Schleswig-Holstein, liga de tercera división, descendiendo de categoría en los siguientes años hasta la reunificación alemana.
Tras la reunificación el club juega en la Oberliga Hamburg/Schleswig-Holstein en la temporada 2001/02, pero desciende tras una temporada y continuó en caída libre. En la temporada 2022/23 logra el ascenso a la Regionalliga West por primera vez en su historia.

## Palmarés
- Schleswig-Holstein-Liga (1): 2023
- Verbandsliga Schleswig-Holstein-Nord-Ost (1): 2015
- Schleswig-Holstein Cup (2): 1990, 1993